# UCI ProSeries 2021
UCI ProSeries 2021 – 2. edycja cyklu wyścigów kolarskich UCI ProSeries.
W kalendarzu 2. edycji cyklu UCI ProSeries znalazło się początkowo ponad 50 wyścigów rozgrywanych między 24 stycznia a 17 października 2021, jednak część z nich została odwołana.

## Kalendarz
Opracowano na podstawie:
| UCI ProSeries 2021          | UCI ProSeries 2021 | UCI ProSeries 2021                     | UCI ProSeries 2021 | UCI ProSeries 2021                            | UCI ProSeries 2021                                        | UCI ProSeries 2021                                       | UCI ProSeries 2021 |
| Data                        | Państwo            | Wyścig                                 | Kat.               | Zwycięzca                                     | Drugie miejsce                                            | Trzecie miejsce                                          |                    |
| --------------------------- | ------------------ | -------------------------------------- | ------------------ | --------------------------------------------- | --------------------------------------------------------- | -------------------------------------------------------- | ------------------ |
| 24 – 31 stycznia 2021       | Argentyna          | Vuelta a San Juan                      | 2.Pro              | odwołany                                      |                                                           |                                                          |                    |
| 30 stycznia – 6 lutego 2021 | Malezja            | Tour de Langkawi                       | 2.Pro              | odwołany                                      |                                                           |                                                          |                    |
| 9 – 14 lutego 2021          | Oman               | Tour of Oman                           | 2.Pro              | odwołany                                      |                                                           |                                                          |                    |
| 11 – 14 lutego 2021         | Francja            | Tour de La Provence                    | 2.Pro              | Iván Sosa (Ineos Grenadiers)                  | Julian Alaphilippe (Deceuninck-Quick Step)                | Egan Bernal (Ineos Grenadiers)                           |                    |
| 14 lut                      | Hiszpania          | Clásica de Almería                     | 1.Pro              | Giacomo Nizzolo (Qhubeka Assos)               | Florian Sénéchal (Deceuninck-Quick Step)                  | Martin Laas (Bora-Hansgrohe)                             |                    |
| 27 lut                      | Francja            | Classic de l’Ardèche                   | 1.Pro              | David Gaudu (Groupama-FDJ)                    | Clément Champoussin (AG2R Citroën Team)                   | Hugh Carthy (EF Education-Nippo)                         |                    |
| 28 lut                      | Belgia             | Kuurne-Bruksela-Kuurne                 | 1.Pro              | Mads Pedersen (Trek-Segafredo)                | Anthony Turgis (Total Direct Énergie)                     | Thomas Pidcock (Ineos Grenadiers)                        |                    |
| 28 lut                      | Francja            | La Drôme Classic                       | 1.Pro              | Andrea Bagioli (Deceuninck-Quick Step)        | Daryl Impey (Israel Start-Up Nation)                      | Mikkel Frølich Honoré (Deceuninck-Quick Step)            |                    |
| 3 mar                       | Włochy             | Trofeo Laigueglia                      | 1.Pro              | Bauke Mollema (Trek-Segafredo)                | Egan Bernal (Ineos Grenadiers)                            | Mauri Vansevenant (Deceuninck-Quick Step)                |                    |
| 7 mar                       | Włochy             | GP Industria & Artigianato di Larciano | 1.Pro              | Mauri Vansevenant (Deceuninck-Quick Step)     | Bauke Mollema (Trek-Segafredo)                            | Mikel Landa (Bahrain Victorious)                         |                    |
| 17 mar                      | Belgia             | Nokere Koerse                          | 1.Pro              | Ludovic Robeet (Bingoal-WB)                   | Damien Gaudin (Total Direct Énergie)                      | Luca Mozzato (B&B Hotels p/b KTM)                        |                    |
| 19 mar                      | Belgia             | Bredene Koksijde Classic               | 1.Pro              | Tim Merlier (Alpecin-Fenix)                   | Mads Pedersen (Trek-Segafredo)                            | Florian Sénéchal (Deceuninck-Quick Step)                 |                    |
| 3 kwi                       | Hiszpania          | Grand Prix Miguel Indurain             | 1.Pro              | Alejandro Valverde (Movistar Team)            | Aleksiej Łucenko (Astana-Premier Tech)                    | Luis León Sánchez (Astana-Premier Tech)                  |                    |
| 7 kwi                       | Belgia             | Scheldeprijs                           | 1.Pro              | Jasper Philipsen (Alpecin-Fenix)              | Sam Bennett (Deceuninck-Quick Step)                       | Mark Cavendish (Deceuninck-Quick Step)                   |                    |
| 11 – 18 kwietnia 2021       | Turcja             | Presidential Cycling Tour of Turkey    | 2.Pro              | José Manuel Díaz (Delko)                      | Jay Vine (Alpecin-Fenix)                                  | Eduardo Sepúlveda (Androni Giocattoli-Sidermec)          |                    |
| 14 – 18 kwietnia 2021       | Hiszpania          | Volta a la Comunitat Valenciana        | 2.Pro              | Stefan Küng (Groupama-FDJ)                    | Nelson Oliveira (Movistar Team)                           | Enric Mas (Movistar Team)                                |                    |
| 14 kwi                      | Belgia             | Brabantse Pijl                         | 1.Pro              | Thomas Pidcock (Ineos Grenadiers)             | Wout van Aert (Jumbo-Visma)                               | Matteo Trentin (UAE Team Emirates)                       |                    |
| 19 – 23 kwietnia 2021       | Włochy             | Tour of the Alps                       | 2.Pro              | Simon Yates (BikeExchange)                    | Pello Bilbao (Bahrain Victorious)                         | Aleksandr Własow (Astana-Premier Tech)                   |                    |
| 29 kwietnia – 2 maja 2021   | Wielka Brytania    | Tour de Yorkshire                      | 2.Pro              | odwołany                                      |                                                           |                                                          |                    |
| 4 – 9 maja 2021             | Francja            | Quatre Jours de Dunkerque              | 2.Pro              | odwołany                                      |                                                           |                                                          |                    |
| 5 – 9 maja 2021             | Portugalia         | Volta ao Algarve                       | 2.Pro              | João Rodrigues (W52-FC Porto)                 | Ethan Hayter (Ineos Grenadiers)                           | Kasper Asgreen (Deceuninck-Quick Step)                   |                    |
| 16 maj                      | Francja            | Tro Bro Leon                           | 1.Pro              | Connor Swift (Arkéa-Samsic)                   | Piet Allegaert (Cofidis)                                  | Baptiste Planckaert (Intermarché-Wanty-Gobert Matériaux) |                    |
| 18 – 22 maja 2021           | Hiszpania          | Vuelta a Andalucía                     | 2.Pro              | Miguel Ángel López (Movistar Team)            | Antwan Tolhoek (Jumbo-Visma)                              | Julen Amezqueta (Caja Rural-Seguros RGA)                 |                    |
| 27 – 30 maja 2021           | Francja            | Boucles de la Mayenne                  | 2.Pro              | Arnaud Démare (Groupama-FDJ)                  | Philipp Walsleben (Alpecin-Fenix)                         | Kristoffer Halvorsen (Uno-X Pro Cycling Team)            |                    |
| 5 cze                       | Belgia             | Dwars door het Hageland                | 1.Pro              | Rasmus Tiller (Uno-X Pro Cycling Team)        | Danny van Poppel (Intermarché-Wanty-Gobert Matériaux)     | Yves Lampaert (Deceuninck-Quick Step)                    |                    |
| 9 – 13 czerwca 2021         | Holandia           | ZLM Tour                               | 2.Pro              | odwołany                                      |                                                           |                                                          |                    |
| 9 – 13 czerwca 2021         | Belgia             | Baloise Belgium Tour                   | 2.Pro              | Remco Evenepoel (Deceuninck-Quick Step)       | Yves Lampaert (Deceuninck-Quick Step)                     | Gianni Marchand (Tarteletto-Isorex)                      |                    |
| 9 – 13 czerwca 2021         | Słowenia           | Dirka po Sloveniji                     | 2.Pro              | Tadej Pogačar (UAE Team Emirates)             | Diego Ulissi (UAE Team Emirates)                          | Matteo Sobrero (Astana-Premier Tech)                     |                    |
| 20 – 24 lipca 2021          | Belgia             | Tour de Wallonie                       | 2.Pro              | Quinn Simmons (Trek-Segafredo)                | Stan Dewulf (AG2R Citroën Team)                           | Alexis Renard (Israel Start-Up Nation)                   |                    |
| 26 lipca – 1 sierpnia 2021  | Stany Zjednoczone  | Tour of Utah                           | 2.Pro              | odwołany                                      |                                                           |                                                          |                    |
| 1 – 4 sierpnia 2021         | Austria            | Österreich-Rundfahrt                   | 2.Pro              | odwołany                                      |                                                           |                                                          |                    |
| 3 – 7 sierpnia 2021         | Hiszpania          | Vuelta a Burgos                        | 2.Pro              | Mikel Landa (Bahrain Victorious)              | Fabio Aru (Qhubeka NextHash)                              | Mark Padun (Bahrain Victorious)                          |                    |
| 5 – 8 sierpnia 2021         | Norwegia           | Arctic Race of Norway                  | 2.Pro              | Ben Hermans (Israel Start-Up Nation)          | Odd Christian Eiking (Intermarché-Wanty-Gobert Matériaux) | Victor Lafay (Cofidis)                                   |                    |
| 10 – 14 sierpnia 2021       | Dania              | Danmark Rundt                          | 2.Pro              | Remco Evenepoel (Deceuninck-Quick Step)       | Mads Pedersen (Trek-Segafredo)                            | Mike Teunissen (Jumbo-Visma)                             |                    |
| 19 – 22 sierpnia 2021       | Norwegia           | Tour of Norway                         | 2.Pro              | Ethan Hayter (Ineos Grenadiers)               | Ide Schelling (Bora-Hansgrohe)                            | Mike Teunissen (Jumbo-Visma)                             |                    |
| 26 – 29 sierpnia 2021       | Niemcy             | Deutschland Tour                       | 2.Pro              | Nils Politt (Bora-Hansgrohe)                  | Pascal Ackermann (Bora-Hansgrohe)                         | Alexander Kristoff (UAE Team Emirates)                   |                    |
| 28 sie                      | Belgia             | Brussels Cycling Classic               | 1.Pro              | Remco Evenepoel (Deceuninck-Quick Step)       | Aimé De Gendt (Intermarché-Wanty-Gobert Matériaux)        | Tosh Van der Sande (Lotto-Soudal)                        |                    |
| 5 wrz                       | Stany Zjednoczone  | Maryland Cycling Classic               | 1.Pro              | odwołany                                      |                                                           |                                                          |                    |
| 5 – 12 września 2021        | Wielka Brytania    | Tour of Britain                        | 2.Pro              | Wout van Aert (Jumbo-Visma)                   | Ethan Hayter (Ineos Grenadiers)                           | Julian Alaphilippe (Deceuninck-Quick Step)               |                    |
| 12 wrz                      | Francja            | Grand Prix de Fourmies                 | 1.Pro              | Elia Viviani (Cofidis)                        | Pascal Ackermann (Bora-Hansgrohe)                         | Fernando Gaviria (UAE Team Emirates)                     |                    |
| 14 – 18 września 2021       | Luksemburg         | Tour de Luxembourg                     | 2.Pro              | João Almeida (Deceuninck-Quick Step)          | Marc Hirschi (UAE Team Emirates)                          | Mattia Cattaneo (Deceuninck-Quick Step)                  |                    |
| 15 wrz                      | Belgia             | Grand Prix de Wallonie                 | 1.Pro              | Christophe Laporte (Cofidis)                  | Warren Barguil (Arkéa-Samsic)                             | Tosh Van der Sande (Lotto-Soudal)                        |                    |
| 16 wrz                      | Włochy             | Coppa Sabatini                         | 1.Pro              | Michael Valgren (EF Education-Nippo)          | Sonny Colbrelli (Bahrain Victorious)                      | Mathieu Burgaudeau (TotalEnergies)                       |                    |
| 18 wrz                      | Belgia             | Primus Classic                         | 1.Pro              | Florian Sénéchal (Deceuninck-Quick Step)      | Tosh Van der Sande (Lotto-Soudal)                         | Jasper Stuyven (Trek-Segafredo)                          |                    |
| 21 wrz                      | Francja            | Grand Prix de Denain                   | 1.Pro              | Jasper Philipsen (Alpecin-Fenix)              | Jordi Meeus (Bora-Hansgrohe)                              | Ben Swift (Ineos Grenadiers)                             |                    |
| 29 wrz                      | Belgia             | Tour de l’Eurométropole                | 1.Pro              | Fabio Jakobsen (Deceuninck-Quick Step)        | Jordi Meeus (Bora-Hansgrohe)                              | Mads Pedersen (Trek-Segafredo)                           |                    |
| 2 paź                       | Włochy             | Giro dell’Emilia                       | 1.Pro              | Primož Roglič (Jumbo-Visma)                   | João Almeida (Deceuninck-Quick Step)                      | Michael Woods (Israel Start-Up Nation)                   |                    |
| 3 paź                       | Niemcy             | Münsterland Giro                       | 1.Pro              | Mark Cavendish (Deceuninck-Quick Step)        | Alexis Renard (Israel Start-Up Nation)                    | Morten Hulgaard (Uno-X Pro Cycling Team)                 |                    |
| 4 paź                       | Włochy             | Coppa Bernocchi                        | 1.Pro              | Remco Evenepoel (Deceuninck-Quick Step)       | Alessandro Covi (UAE Team Emirates)                       | Fausto Masnada (Deceuninck-Quick Step)                   |                    |
| 5 paź                       | Włochy             | Tre Valli Varesine                     | 1.Pro              | Alessandro De Marchi (Israel Start-Up Nation) | Davide Formolo (UAE Team Emirates)                        | Tadej Pogačar (UAE Team Emirates)                        |                    |
| 6 paź                       | Włochy             | Mediolan-Turyn                         | 1.Pro              | Primož Roglič (Jumbo-Visma)                   | Adam Yates (Ineos Grenadiers)                             | João Almeida (Deceuninck-Quick Step)                     |                    |
| 7 paź                       | Włochy             | Giro del Piemonte                      | 1.Pro              | Matthew Walls (Bora-Hansgrohe)                | Giacomo Nizzolo (Qhubeka NextHash)                        | Olav Kooij (Jumbo-Visma)                                 |                    |
| 10 paź                      | Francja            | Paryż-Tours                            | 1.Pro              | Arnaud Démare (Groupama-FDJ)                  | Franck Bonnamour (B&B Hotels p/b KTM)                     | Jasper Stuyven (Trek-Segafredo)                          |                    |
| 16 paź                      | Francja            | Grand Prix du Morbihan                 | 1.Pro              | Arne Marit (Sport Vlaanderen-Baloise)         | Bryan Coquard (B&B Hotels p/b KTM)                        | Elia Viviani (Cofidis)                                   |                    |
| 17 paź                      | Japonia            | Japan Cup                              | 1.Pro              | odwołany                                      |                                                           |                                                          |                    |